# Чемпионат Нижегородской области по футболу
Чемпионат Нижегородской области по футболу — ежегодный футбольный турнир любительских команд Нижегородской области, проводящийся в рамках четвёртого дивизиона России по футболу. Чемпионат был впервые сыгран в 1924 году ещё в Нижегородской губернии.

## Структура проведения
В 2023 году в чемпионате области принимают участие 16 команд. На первом этапе они разделены на группы Север и Юг, 4 лучшие команды из которых составляют на втором этапе Высшую лигу, а остальные 8 команд - Первую. На уровень ниже находится Вторая лига, которая фактически разделена на зоны Север, Северо-Восток, Юг и Восток, однако под эгидой Федерации футбола области проводится соревнование только в северной зоне, что означает, что только победитель этой зоны может пополнить высший уровень чемпионата. Остальные зоны проводят "автономные" чемпионаты.
Каждый год в октябре-ноябре чемпион области играет матч за Суперкубок с обладателем Кубка Нижегородской области.

## Таблица чемпионов и призёров области
| Год  | Победитель                              | Серебряный призёр                     | Бронзовый призёр                       |
| ---- | --------------------------------------- | ------------------------------------- | -------------------------------------- |
| 1924 | Канавино                                | Сормово                               | Выкса                                  |
| 1925 | Выкса                                   | -                                     | -                                      |
| 1926 | Нижний Новгород                         | -                                     | -                                      |
| 1927 | Нижний Новгород                         | Канавино                              | Выкса                                  |
| 1928 | Нижний Новгород                         | -                                     | -                                      |
| 1929 | Большой Нижний Новгород                 | Сборная Муромского округа             | -                                      |
| 1930 | Вятка                                   | -                                     | -                                      |
| 1931 | Вятка                                   | -                                     | -                                      |
| 1934 | Сборная Свердловского района г. Горький | Павлово                               | -                                      |
| 1936 | Кулебаки                                | Городец                               | Выкса                                  |
| 1937 | Спартак (Павлово)                       | Локомотив (Муром)                     | -                                      |
| 1938 | Металлург (Кулебаки)                    | Спартак (Павлово)                     | -                                      |
| 1939 | Муром                                   | Кулебаки                              | Павлово                                |
| 1944 | Муром                                   | Дзержинск                             | -                                      |
| 1945 | Дзержинск                               | Павлово                               | Кулебаки                               |
| 1946 | Кулебаки                                | Павлово                               | Городец                                |
| 1947 | Дзержинск                               | Павлово                               | Кулебаки                               |
| 1948 | Заводстрой (Дзержинск)                  | Металлург (Выкса)                     | Дзержинец (Кулебаки)                   |
| 1949 | Спартак (Павлово)                       | Заводстрой (Дзержинск)                | Машиностроитель (Тумботино)            |
| 1950 | Дзержинец (Кулебаки)                    | Энергия (Балахна)                     | сборная г. Городец                     |
| 1951 | Спартак (Бор)                           | Дзержинец (Кулебаки)                  | Спартак (Арзамас)                      |
| 1952 | Профсоюзы (Павлово)                     | Дзержинец (Кулебаки)                  | Строитель (Бор)                        |
| 1953 | Профсоюзы (Павлово)                     | Металлург (Выкса)                     | Спартак (Богородск)                    |
| 1954 | Профсоюзы (Дзержинск)                   | Искра (Большое Козино)                | Торпедо (Павлово)                      |
| 1955 | Водник (Бор)                            | Торпедо (Павлово)                     | Спартак (Богородск)                    |
| 1956 | Профсоюзы (Дзержинск)                   | Спартак (Павлово)                     | Водник (Бор)                           |
| 1957 | Водник (Бор)                            | Буревестник (Павлово)                 | Авангард (Выкса)                       |
| 1958 | Заря (Дзержинск)                        | Торпедо (Павлово)                     | Авангард (Выкса)                       |
| 1959 | Водник (Бор)                            | Заря (Дзержинск)                      | Балахна                                |
| 1960 | Торпедо (Павлово)                       | Волна (Дзержинск)                     | Авангард (Выкса)                       |
| 1961 | Темп (Горький)                          | Волна (Дзержинск)                     | Энергия (Горький)                      |
| 1962 | Темп (Горький)                          | Мотор (Заволжье)                      | Заря (Дзержинск)                       |
| 1963 | Энергия (Горький)                       | Заря (Дзержинск)                      | Метеор (Павлово)                       |
| 1964 | Динамо (Горький)                        | Звезда (Тумботино)                    | Мотор (Заволжье)                       |
| 1965 | Динамо (Горький)                        | Локомотив (Горький)                   | Радий (Горький)                        |
| 1966 | Радий (Горький)                         | Волна (Балахна)                       | Труд (Павлово)                         |
| 1967 | Радий (Горький)                         | Полёт (Горький)                       | Динамо (Горький)                       |
| 1968 | Радий (Горький)                         | Полёт (Горький)                       | Вымпел (Дзержинск)                     |
| 1969 | Радий (Горький)                         | Вымпел (Дзержинск)                    | Динамо (Горький)                       |
| 1970 | Радий (Горький)                         | Вымпел (Дзержинск)                    | Авангард (Выкса)                       |
| 1971 | Радий (Горький)                         | Авангард (Выкса)                      | Уран (Дзержинск)                       |
| 1972 | Радий (Горький)                         | Уран (Дзержинск)                      | Торпедо (Горький)                      |
| 1973 | Радий (Горький)                         | Металлург (Кулебаки)                  | Красная Этна (Горький)                 |
| 1974 | Авангард (Выкса)                        | Мотор (Заволжье)                      | Радий (Горький)                        |
| 1975 | Радий (Горький)                         | Полёт (Горький)                       | Знамя (Арзамас)                        |
| 1976 | Красная Этна (Горький)                  | Авангард (Выкса)                      | Полёт (Горький)                        |
| 1977 | Радий (Горький)                         | Авангард (Выкса)                      | Уран (Дзержинск)                       |
| 1978 | Металлург (Выкса)                       | Нефтяник (Кстово)                     | Красная Этна (Горький)                 |
| 1979 | Радий (Горький)                         | Красная Этна (Горький)                | Металлург (Выкса)/Металлург (Кулебаки) |
| 1980 | Красная Этна (Горький)                  | Радий (Горький)                       | Металлург (Выкса)                      |
| 1981 | Красная Этна (Горький)                  | Радий (Горький)                       | Нефтяник (Кстово)                      |
| 1982 | Уран (Дзержинск)                        | Нефтяник (Кстово)                     | Радий (Горький)                        |
| 1983 | Радий (Горький)                         | Красная Этна (Горький)                | Дружба (Ясенцы)                        |
| 1984 | Красная Этна (Горький)                  | Радий (Горький)                       | Дружба (Ясенцы)                        |
| 1985 | Радий (Горький)                         | Красная Этна (Горький)                | Ока (Навашино)                         |
| 1986 | Радий (Горький)                         | Дружба (Ясенцы)                       | Красная Этна (Горький)                 |
| 1987 | Красная Этна (Горький)                  | Метеор (Павлово)                      | Металлург (Выкса)                      |
| 1988 | Металлург (Выкса)                       | Радий (Горький)                       | Ока (Навашино)                         |
| 1989 | Ока (Навашино)                          | Торпедо (Горький)                     | Радий (Горький)                        |
| 1990 | Красная Этна (Горький)                  | Старт (Ворсма)                        | Радий (Горький)                        |
| 1991 | Торпедо (Арзамас)                       | Старт (Ворсма)                        | Радий (Нижний Новгород)                |
| 1992 | Водник (Бор)                            | Дружба (Выкса)                        | Зенит (Арзамас)                        |
| 1993 | Металлург (Выкса)                       | Кристалл (Сергач)                     | Водник (Бор)                           |
| 1994 | Торпедо (Арзамас)                       | Нефтяник (Кстово)                     | Спартак (Ворсма)                       |
| 1995 | Торпедо (Нижний Новгрород)              | Энергетик (Урень)                     | Старт (Ясенцы)                         |
| 1996 | Торпедо (Нижний Новгрород)              | Дружба (Арзамас)                      | Водник (Бор)                           |
| 1997 | Старт (Ясенцы)                          | Динамо-ГАИ (Нижний Новгород)          | Металлург-2 (Выкса)                    |
| 1998 | Динамо-ГАИ (Нижний Новгород)            | Старт (Ясенцы)                        | Дружба (Арзамас)                       |
| 1999 | Старт (Ясенцы)                          | Динамо-ГАИ (Нижний Новгород)          | Чайка (Перевоз)                        |
| 2000 | Старт (Ясенцы)                          | Динамо-ГАИ (Нижний Новгород)          | Водник-Чайка-Центр (Нижний Новгород)   |
| 2001 | Спартак (Ворсма)                        | Старт (Ясенцы)                        | Уран (Дзержинск)                       |
| 2002 | Старт (Ясенцы)                          | Динамо-ГАИ (Нижний Новгород)          | Гидроагрегат (Павлово)                 |
| 2003 | Гидроагрегат (Павлово)                  | Динамо-ГАИ (Нижний Новгород)          | Кварц (Бор)                            |
| 2004 | Волга-Водник (Нижний Новгород)          | Колёсник (Выкса)                      | Старт (Ясенцы)                         |
| 2005 | Тэлма-Водник (Нижний Новгород)          | Шахтёр (Пешелань)                     | Колёсник (Выкса)                       |
| 2006 | Водник (Нижний Новгород)                | Шахтёр (Пешелань)                     | Волна (Балахна)                        |
| 2007 | Волга (Балахна)                         | Шахтёр (Пешелань)                     | Саров                                  |
| 2008 | Волга (Балахна)                         | Павлово                               | Металлург-Колёсник-Д (Выкса)           |
| 2009 | Саров                                   | КиТ (Нижний Новгород)                 | Спартак (Бор)                          |
| 2010 | Шахтёр (Пешелань)                       | Металлург-Колёсник-Д (Выкса)          | Спартак (Богородск)                    |
| 2011 | Спартак (Богородск)                     | Шахтёр (Пешелань)                     | Спартак (Бор)                          |
| 2012 | Торпедо (Павлово)                       | Спартак (Богородск)                   | Шахтёр (Пешелань)                      |
| 2013 | Спартак (Бор)                           | Спартак (Богородск)                   | Химик-Тосол-Синтез (Дзержинск)         |
| 2014 | Химик-Тосол-Синтез (Дзержинск)          | Спартак (Богородск)                   | Саров                                  |
| 2015 | Шахтёр (Пешелань)                       | Спартак (Богородск)                   | Химик-Тосол-Синтез (Дзержинск)         |
| 2016 | Спартак (Богородск)                     | Волга-Олимпиец-ДЮСШ (Нижний Новгород) | Спартак (Бор)                          |
| 2017 | Спартак (Богородск)                     | Шахтёр (Пешелань)                     | Уран (Дзержинск)                       |
| 2018 | Шахтёр (Арзамас)                        | Волна (Ковернино)                     | Спартак (Бор)                          |
| 2019 | Спартак (Богородск)                     | Шахтёр (Арзамас)                      | Спартак (Бор)                          |
| 2020 | Волна-М*                                | Салют-Сормово (Дзержинск)             | Спартак (Богородск)                    |
| 2021 | Химик-Салют (Дзержинск)                 | Шахтёр (Пешелань)                     | Спартак (Богородск)                    |
| 2022 | Спартак (Бор)                           | Шахтёр (Пешелань)                     | Спартак (Богородск)                    |
| 2023 | Шахтёр (Пешелань)                       | Спартак (Бор)                         | Спартак (Богородск)                    |
| 2024 | Шахтёр (Пешелань)                       | Спартак (Богородск)                   | Спартак (Бор)                          |

* Молодёжная команда ФК «Волна», представляющего в Первенстве ПФЛ Нижегородскую область, ранее — «Волна» (Ковернино).